# Пленница. Побег
«Пленница. Побег» (норв. Flukt) — норвежский исторический фильм 2012 года режиссёра Роара Утхауга.

## Сюжет
Действие фильма происходит в Норвегии в 1363 году, после эпидемии Чёрной смерти (бубонной чумы). На путешествующую по горному тракту крестьянскую семью нападает банда разбойников под предводительством женщины по имени Дагмар. Бандиты убивают родителей и мальчика, оставив в живых только старшую дочь — девушку по имени Сигне. По решению Дагмар её берут в плен и приводят в свой лагерь. Сигне привязывают к дереву, и Дагмар говорит ей, что она не может больше родить ребёнка, а её дочери Фригг нужна младшая сестра.
На рассвете Фригг помогает Сигне сбежать и сама бежит вместе с ней. Перебираясь через пропасть по бревну, Сигне сбрасывает бревно за собой, в результате чего гибнет один из разбойников. Но Дагмар и оставшиеся четверо мужчин намерены преследовать девочек до конца, чтобы вернуть Фригг и убить Сигне. Они разделяются, и в скалистой местности один из бандитов настигает девочек и набрасывается на Сигне, но благодаря вмешательству Фригг отвлекается, и Сигне удаётся убить его ударом камня в голову. Девочки спускаются к заброшенной хижине, где остаются на ночь и встречают отшельника, живущего там. Он рассказывает Сигне, что Дагмар когда-то обвинили в колдовстве и подвергли её и её маленькую дочь «пытке водой», в результате чего дочь Дагмар утонула, а сама она исчезла. Фригг это приёмная дочь Дагмар, чьи родители умерли от чумы.
Дагмар и трое рабойников атакуют домик, в результате чего один из разбойников погибает, но убивают и отшельника. Девочки убегают вверх по склону, однако бандиты нагоняют их на краю обрыва. Дагмар забирает Фригг, но Сигне бросается с обрыва в пропасть и оказывается в реке. Когда она приходит в себя, то возвращается в дом отшельника и берёт копьё, которое тот приготовил для охоты на медведя.
На рассвете Сигне приходит к стоянке бандитов. Она выманивает одного из них и убивает его копьём, затем забирает лук и стрелы у второго и, когда он гонится за ней в лесу, убивает его стрелой. Тем временем Дагмар, оставив привязанную к дереву Фригг, обманом одолевает Сигне и топит её в реке, но останавливается, услышав крик Фригг «Мама!» (девочка впервые обращается так к Дагмар). Когда Дагмар отворачивается, Сигне берёт её арбалет и убивает её.
Сигне и Фригг возвращаются на место гибели брата Сигне и хоронят его. Сигне надевает на Фригг амулет, который она вырезала для брата. На вопрос Фригг, что защищает руна «одал» на амулете, Сигне отвечает: «семью». Затем девочки уходят вместе по дороге.

## В ролях
- Изабель Кристин Андресен — Сигне
- Милла Олин — Фригг
- Ингрид Бульсё Бердал — Дагмар
- Халлвард Холмен — Галард
- Бьёрн Моан — Локе
- Эйрик Холден Ротейм — Тормод
- Кристиан Эспедаль — Грим